# Oscar del calcio AIC 2000

L'italiano Francesco Totti, migliore calciatore assoluto agli Oscar del calcio AIC 2000.

L’Oscar del calcio AIC 2000 fu la quarta edizione dell'Oscar del calcio AIC, la manifestazione in cui vengono premiati i protagonisti del calcio italiano dall'Associazione Italiana Calciatori.

## Vincitori
Di seguito sono riportate tutte le nomination dei vari oscar assegnati:

### Migliore calciatore italiano
| Piazzamento | Giocatore        | Squadra |
| ----------- | ---------------- | ------- |
| Vincitore   | Francesco Totti  | Roma    |
| Nomination  | Stefano Fiore    | Udinese |
| Nomination  | Alessandro Nesta | Lazio   |

### Migliore calciatore straniero
| Piazzamento | Giocatore         | Nazionalità | Squadra    |
| ----------- | ----------------- | ----------- | ---------- |
| Vincitore   | Andrij Ševčenko   | Ucraina     | Milan      |
| Nomination  | Gabriel Batistuta | Argentina   | Fiorentina |
| Nomination  | Zinédine Zidane   | Francia     | Juventus   |

### Migliore portiere
| Piazzamento | Giocatore       | Nazionalità | Squadra    |
| ----------- | --------------- | ----------- | ---------- |
| Vincitore   | Francesco Toldo | Italia      | Fiorentina |
| Nomination  | Sébastien Frey  | Francia     | Verona     |
| Nomination  | Angelo Peruzzi  | Italia      | Inter      |

### Migliore difensore
| Piazzamento | Giocatore        | Nazionalità | Squadra |
| ----------- | ---------------- | ----------- | ------- |
| Vincitore   | Alessandro Nesta | Italia      | Lazio   |
| Nomination  | Fabio Cannavaro  | Italia      | Parma   |
| Nomination  | Lilian Thuram    | Francia     | Parma   |

### Migliore calciatore giovane
| Piazzamento | Giocatore       | Squadra |
| ----------- | --------------- | ------- |
| Vincitore   | Roberto Baronio | Reggina |
| Nomination  | Antonio Cassano | Bari    |
| Nomination  | Andrea Pirlo    | Reggina |

### Migliore allenatore
| Piazzamento | Allenatore          | Squadra  |
| ----------- | ------------------- | -------- |
| Vincitore   | Sven-Göran Eriksson | Lazio    |
| Nomination  | Carlo Ancelotti     | Juventus |
| Nomination  | Cesare Prandelli    | Verona   |

### Migliore calciatore assoluto
| Piazzamento | Giocatore       | Nazionalità | Squadra |
| ----------- | --------------- | ----------- | ------- |
| Vincitore   | Francesco Totti | Italia      | Roma    |

### Migliore calciatore del secolo
| Piazzamento | Giocatore     | Nazionalità |
| ----------- | ------------- | ----------- |
| Vincitore   | Franco Baresi | Italia      |

### Migliore arbitro
| Piazzamento | Arbitro           |
| ----------- | ----------------- |
| Vincitore   | Pierluigi Collina |
| Nomination  | Stefano Braschi   |
| Nomination  | Roberto Rosetti   |